# Christen-Democratisch Appèl
Het Christen-Democratisch Appèl (afgekort: CDA) is een Nederlandse politieke partij met een christendemocratische signatuur.
Op 11 oktober 1980 ontstond het CDA uit een fusie van de gereformeerde Anti-Revolutionaire Partij (ARP), de Nederlands-hervormde Christelijk-Historische Unie (CHU) en de Katholieke Volkspartij (KVP). Vanaf 1967 was er regelmatig overleg over de vorming van een christendemocratische fusiepartij. De partij is sinds haar oprichting regeringspartij geweest in alle kabinetten, met uitzondering van de paarse kabinetten Kok I en Kok II, het kabinet-Rutte II en het kabinet-Schoof. Ook de drie partijen waaruit het CDA is ontstaan, hebben vrijwel voortdurend deel uitgemaakt van de regering. De KVP heeft van 1945 tot de samensmelting continu deel uitgemaakt van het kabinet, de ARP elf keer en de CHU tien keer.

## Historie
Het CDA werd officieel op 11 oktober 1980 opgericht als gevolg van een fusie van drie oude christelijke partijen, de oorspronkelijk hervormde Christelijk-Historische Unie (CHU), de gereformeerde Anti-Revolutionaire Partij (ARP) en de Katholieke Volkspartij (KVP), die ook wel 'de drie grote confessionele partijen' werden genoemd. Architect van de nieuwe alliantie was Piet Steenkamp. De drie partijen waren echter al sinds 1967 hierover met elkaar in gesprek. Dit overleg vond plaats in de Groep van Achttien, vertegenwoordigers uit de betreffende partijen, waarbij het belangrijkste punt van discussie het begrip 'christelijke politiek' was.
Van 1918 tot 1980 maakten deze afzonderlijke partijen vrijwel onafgebroken deel uit van de regering. Het CDA is sinds 1977 via een eigen lijst in de Tweede Kamer vertegenwoordigd en heeft sindsdien, met een onderbreking tijdens de paarse kabinetten-Kok tussen 1994 en 2002 en het kabinet-Rutte II (2012-2017) steeds regeringsverantwoordelijkheid gedragen.
De eerste zeventien jaren maakte het CDA deel uit van kabinet-Van Agt I, kabinet-Van Agt II en kabinet-Van Agt III onder aanvoering van Dries van Agt en van de kabinetten Lubbers I, Lubbers II en Lubbers III onder aanvoering van Ruud Lubbers, beiden van CDA-huize. In 1994 leed de partij een gevoelige nederlaag en moest het CDA plaatsnemen in de oppositiebanken. Bij de Provinciale Statenverkiezingen 1995 leed het CDA opnieuw verlies, en in de Eerste Kamer verloor de partij 8 van haar 27 zetels. Bij de verkiezingen in 1998 slonk de partij in de Tweede Kamer tot het toenmalige historische dieptepunt van 29 zetels. Bij de Tweede Kamerverkiezingen van 1994 en 1998 kreeg het CDA bovendien te maken met de katholieke afsplitsing van de conservatieve Katholiek Politieke Partij (KPP) onder leiding van de rooms-katholieke politicus Olaf van Boetzelaer, die echter geen Kamerzetel wist te bemachtigen. Na 1998 keerde de KPP-aanhang terug naar het CDA.

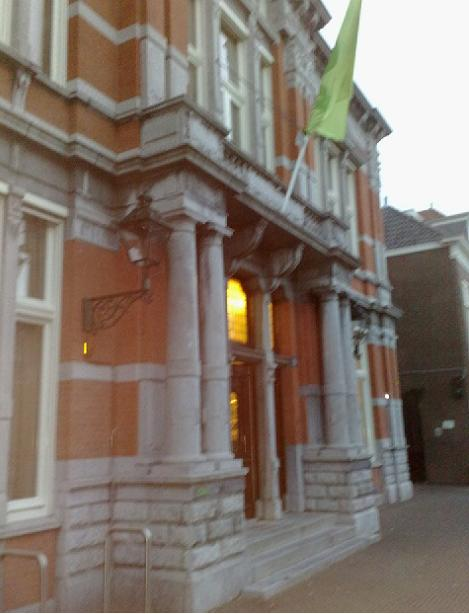
Het partijbureau van het CDA in Den Haag

Na de oppositievoering onder twee 'paarse' kabinetten (PvdA/VVD/D66) werd het CDA met 43 zetels de grootste partij bij de Tweede Kamerverkiezingen in 2002. In een coalitie met de LPF en de VVD verkreeg het CDA het premierschap (Jan Peter Balkenende), zes ministeries en vijf staatssecretariaten in het kabinet-Balkenende I. Door onenigheid binnen de coalitie, vooral binnen de LPF, waar men stuurloos ronddobberde na de moord op hun leider Pim Fortuyn viel het kabinet al binnen enkele maanden.
Bij de Tweede Kamerverkiezingen van 2003 werd het CDA onder leiding van Balkenende opnieuw de grootste partij met 44 zetels en werd het kabinet-Balkenende II van CDA, VVD en Democraten 66 gevormd. Na het vertrek van D66 uit de coalitie ging in 2006 een minderheidskabinet-Balkenende III van CDA en VVD alleen verder.
Het CDA bleef ook bij de Tweede Kamerverkiezingen van 2006 met 41 zetels de grootste partij van Nederland, met een verschil van 8 zetels op de PvdA. Op 22 februari 2007 werd kabinet-Balkenende IV beëdigd waarin naast het CDA ook de PvdA en de ChristenUnie deelnemen. Het CDA levert 8 ministers en 4 staatssecretarissen. Dit kabinet is op 20 februari 2010 gevallen door het uittreden van de PvdA, als gevolg van een onherstelbare vertrouwensbreuk tussen het CDA en de PvdA over de kwestie Uruzgan. Bij de Tweede Kamerverkiezingen van 2010 behaalde het CDA een historisch verlies van 20 zetels en kwam met 21 zetels terug in de Tweede Kamer. Hierop trad Balkenende af als partijleider en zag hij af van plaatsneming in de CDA-fractie. Door de partij werd besloten om een grondige evaluatie te doen naar dit grote verlies en voorlopig geen partijleider aan te wijzen. Na een moeizame kabinetsformatie werd op 14 oktober 2010 het kabinet-Rutte beëdigd, bestaande uit de VVD en het CDA. In dit kabinet leverden zowel de VVD als het CDA 6 ministers en 4 staatssecretarissen. Bij de verkiezingen van 2010 zakte het CDA verder in de peilingen.
Na een lange formatie werd in oktober 2010 het kabinet Rutte I (ook bekend als Rutte-Verhagen) was het Nederlandse kabinet van 14 oktober 2010 tot 5 november 2012. Het werd gevormd door de politieke partijen Volkspartij voor Vrijheid en Democratie en het Christen-Democratisch Appèl, met gedoogsteun van de Partij voor de Vrijheid (PVV) na de Tweede Kamerverkiezingen van 2010. Op 2 oktober 2010 vond een congres plaats van het CDA over de gedoogsteun van de PVV. Van de aanwezigen stemde 68 % voor de samenwerking met de PVV en 32% tegen.
Het rechtse kabinet-Rutte I was een minderheidskabinet dat alleen in de Tweede Kamer kon rekenen op een geringe meerderheid en dat in de Eerste Kamer informele steun had van de Staatkundig Gereformeerde Partij (SGP). Het kabinet kon in de Tweede Kamer met de gedoogsteun van de PVV oorspronkelijk rekenen op 76 zetels, een meerderheid van één zetel. Na het vertrek van Hero Brinkman uit de PVV-fractie verloor het kabinet deze meerderheid. Bij zijn vertrek uit de PVV liet Brinkman echter weten dat hij het kabinet zou blijven steunen.
Op 26 april, na het mislukken van het Catshuisoverleg, sloot het CDA met de fracties van VVD, D66, GroenLinks en ChristenUnie een Begrotingsakkoord 2013 over miljarden euro's bezuinigen en hervormen om het begrotingstekort 2013 binnen de norm van 3% te krijgen.
Het partijleiderschap was vanaf eind juni 2012 in handen van fractievoorzitter Sybrand Buma. Eerder werd het partijleiderschap gedeeld door vicepremier en minister Maxime Verhagen, Buma en partijvoorzitter Peetoom.
Na een historisch lange formatie trad het CDA op 26 oktober 2017 toe tot het kabinet-Rutte III samen met VVD, D66 en ChristenUnie. In juni 2019 vertrok Buma uit de Tweede Kamer om burgemeester van Leeuwarden te worden. Als fractievoorzitter werd hij interim opgevolgd door Pieter Heerma tot een lijsttrekker werd gekozen.

### 2020-heden
Bij de lijsttrekkersverkiezingen in 2020 stelden minister Hugo de Jonge, staatssecretaris Mona Keijzer en de Kamerleden Pieter Omtzigt en Martijn van Helvert zich verkiesbaar. De Jonge won uiteindelijk in de tweede ronde van Omtzigt met een nipte 50,7% van de stemmen. In december trok De Jonge zich echter terug, omdat hij onvoldoende tijd had om het lijsttrekkerschap te combineren met zijn verantwoordelijkheden als minister van Volksgezondheid tijdens de coronacrisis. Het CDA-bestuur droeg vervolgens voor minister van Financiën Wopke Hoekstra als nieuwe lijsttrekker.
Bij de Tweede Kamerverkiezingen in maart 2021 haalde het CDA na een stroeve campagne 15 zetels, vier minder dan vier jaar ervoor. Bij de Provinciale Statenverkiezingen 2023 leed de partij opnieuw verlies, waarbij de partij 29 van haar 72 Statenzetels verloor. In slechts één gemeente werd de partij nog het grootste: in Beek.
Voor de Tweede Kamerverkiezingen 2023 werd Henri Bontenbal aangesteld als de nieuwe lijsttrekker van het CDA. Het CDA ging van 14 naar 5 zetels, het laagste resultaat ooit. Ook in geen enkele gemeente werd het CDA de grootste.

## Afsplitsingen

### Evangelische Volkspartij
Onder leiding van onder meer oud-ARP- en oud-CDA-politica Cathy Ubels kwam in 1981 de links-progressieve Evangelische Volkspartij (EVP) tot stand uit onvrede met de centrumrechtse koers van het CDA. Talrijke leden van de CDA-werkgroep Niet bij brood alleen (1980) verenigden zich aldus met andere links-progressieve protestantse christenen, zoals de Nederlandse Stasi-spion, vredesactivist, EVP-politicus en oud-generaal Chiel von Meijenfeldt. De EVP bestond gedurende bijna tien jaar en ging daarna op in de fusiepartij GroenLinks.

### Groep Scholten/Dijkman
In 1983 splitsten de Tweede Kamerleden Jan Nico Scholten en Stef Dijkman zich af wegens het defensiebeleid van het CDA. Ze zouden zich later aansluiten bij respectievelijk de PvdA en de PPR.

### Katholiek Politieke Partij
In 1990 startte een werkgroep van zes CDA-leden onder de naam Duidelijke Koers CDA waarin zij bepleitten een terugkeer van de partij naar haar orthodox-christelijke uitgangspunten te bewerkstelligen. Sinds 1992 is binnen het CDA de conservatieve algemeen-christelijke Beweging Christelijke Koers (BCK) actief. In 1994 scheurden conservatieve katholieke lokale CDA-politici en katholieke BCK'ers zich af door oprichting van de Katholiek Politieke Partij (KPP), die echter geen Kamerzetel won bij de Tweede Kamerverkiezingen van 1994 en 1998. Onder leiding van oud-KPP-lijsttrekker Olaf baron van Boetzelaer keerden de conservatieve katholieke KPP-politici na vier jaar terug naar het CDA. De BCK gaf aan te betreuren dat terwijl Bijbeltrouwe christenen als Eddy Bilder geen verkiesbare plaats meer krijgen op CDA-lijsten, andersgelovigen die het christelijk geloof niet zijn toegedaan (bijvoorbeeld moslims als Coşkun Çörüz en Mustafa Amhaouch en een hindoe als Ram Ramlal) deze plaats wel krijgen toegewezen.

### Geruchten afsplitsing CDA Limburg
In 2012 doken meermaals geruchten op over een grote conservatieve politieke afscheuring van het CDA in Limburg uit onvrede met de linkse en „rode” partijkoers van de nieuwe partijvoorzitter Ruth Peetoom. Het CDA in Limburg zou een afsplitsing naar gelijkenis met de CSU (Christelijk-Sociale Unie) in Beieren willen oprichten volgens CDA-senator René van der Linden. De Limburgse afdelingsvoorzitter heeft in 2012 al de mogelijkheden van afsplitsing op schrift gesteld. In juni 2023 besloot de algemene ledenvergadering om onder leiding van Raymond Vlecken onderzoek te doen naar Limburgse christendemocratische waarden met nieuw elan waarbij de mogelijkheid bestaat om eigen Limburgse afdelingen te vormen met de oprichting van een eigen partij.

### Nieuw Sociaal Contract
Op 15 september 2021 ontstond de fractie Lid Omtzigt nadat Pieter Omtzigt op 12 juni 2021 zijn partijlidmaatschap op had gezegd vanwege een uitgelekte memo die hij had geschreven voor de commissie-Spies die de verkiezingsnederlaag analyseerde. Hierin uitte hij ernstige kritiek op zijn partij en deed hij onthullingen over berichten die over hem waren verspreid. Hij stelde onder meer doelbewust te zijn genegeerd door de partijtop en verder was de belofte niet nagekomen dat hij bij een eventueel terugtreden van Hugo de Jonge de lijsttrekker zou worden. Ook wees hij op mogelijke beïnvloeding op het programma na een schenking van een miljoen aan het CDA. In een bijlage werden kwalificaties van fractiemedewerkers over hem gemeld als 'psychopaat, teringhond en labiel'. In de nasleep van de affaire Omtzigt en een voor Omtzigts sympathisanten teleurstellend verlopen buitengewoon partijcongres in de herfst van 2021 openbaarde zich eind december 2022 de politieke beweging Alliantie. De oprichters en het politiek verbond zelf zijn in de media omschreven als vrienden, aanhangers en sympathisanten van Omtzigt en het partijprogramma als een "kopie van diens politieke agenda". De Alliantie-oprichters en -bestuurders zijn alle voormalige partijbestuurders en leden van het CDA, maar Alliantie beschouwt zichzelf niet als een CDA-afsplitsing.
Op 20 augustus 2023 kondigde Omtzigt de nieuwe partij NSC aan.

## Organisatie

### Partijbestuur
- Jean Wiertz (voorzitter)
- Mark Buck (vice-voorzitter)
- Abel van de Sluis (secretaris)
- René Bolle (penningmeester)
- Ciel Stevens (algemeen bestuurslid, sponsorbeleid)
- Devie Badloe (algemeen bestuurslid, diversiteit en netwerken)
- Wendy Zuidema-Haans (algemeen bestuurslid, HRM)

### Gerelateerde organisaties
Het CDA ondersteunt zusterpartijen in Midden- en Oost-Europa. In 1990 is daartoe de Eduardo Frei Stichting (EFS) opgericht. De EFS ontvangt voor dit werk fondsen uit het MATRA-programma van het ministerie van Buitenlandse Zaken. Daarnaast geven CDA-politici onder meer trainingen aan lokale politici en vrijwilligers.
De CDA Bestuurdersvereniging is een belangenvereniging voor lokale en decentrale CDA-volksvertegenwoordigers en -bestuurders. Van de vereniging zijn raadsleden, statenleden, waterschapsbestuurders, wethouders en gedeputeerden automatisch lid. Ook kunnen burgemeesters, commissarissen van de Koning en dijkgraven lid worden.
Het CDA is mede-oprichter van het Nederlands Instituut voor Meerpartijendemocratie, een organisatie van zeven Nederlandse politieke partijen die democratiseringswerk steunt in 17 landen.

### Leden
Vanwege een beveiligingsprobleem met de MediaWiki Graph-software is het momenteel niet mogelijk deze grafiek weer te geven. Zodra de software is bijgewerkt zal de grafiek vanzelf weer zichtbaar worden.
| Jaar | Aantal leden | Jaar | Aantal leden | Jaar | Aantal leden | Jaar | Aantal leden |
| ---- | ------------ | ---- | ------------ | ---- | ------------ | ---- | ------------ |
| 1975 | 300          | 1990 | 125.033      | 2005 | 73.000       | 2020 | 39.187       |
| 1976 | 2.000        | 1991 | 122.238      | 2006 | 69.000       | 2021 | 37.375       |
| 1977 | 11.797       | 1992 | 118.449      | 2007 | 69.560       | 2022 | 34.832       |
| 1978 | 20.000       | 1993 | 112.117      | 2008 | 69.200       | 2023 | 31.916       |
| 1979 | 25.500       | 1994 | 107.000      | 2009 | 68.102       | 2024 | 29.721       |
| 1980 | 162.179      | 1995 | 100.442      | 2010 | 67.592       | 2025 | 26.227       |
| 1981 | 143.000      | 1996 | 94.412       | 2011 | 65.905       |      |              |
| 1982 | 152.885      | 1997 | 91.000       | 2012 | 61.294       |      |              |
| 1983 | 147.896      | 1998 | 89.000       | 2013 | 59.126       |      |              |
| 1984 | 138.179      | 1999 | 86.000       | 2014 | 56.310       |      |              |
| 1985 | 131.627      | 2000 | 82.000       | 2015 | 53.107       |      |              |
| 1986 | 127.849      | 2001 | 80.000       | 2016 | 50.181       |      |              |
| 1987 | 128.588      | 2002 | 78.000       | 2017 | 48.775       |      |              |
| 1988 | 127.046      | 2003 | 79.000       | 2018 | 46.630       |      |              |
| 1989 | 122.486      | 2004 | 73.500       | 2019 | 43.133       |      |              |

Bron: CDA - ledentallen (Documentatiecentrum Nederlandse Politieke Partijen)

## Standpunten

### Kernwaarden
De partijstandpunten van het CDA komen in grote mate overeen met die van andere grote Europese christendemocratische partijen. Hierbij spelen een viertal kernbegrippen, die de kernwaarden van de Bijbel vertalen, een belangrijke rol:
- Gespreide verantwoordelijkheid: het principe dat de verantwoordelijkheid voor het reilen en zeilen van de samenleving bij verschillende personen en organisaties ligt en niet bij één organisatie. Dit principe gaat uit van een grotere eigen verantwoordelijkheid, waarbij het individu meer verantwoordelijkheid neemt voor de maatschappij om hem heen. Omdat het individu niet alles alleen kan, gelooft het CDA in een sterk maatschappelijk middenveld met organisaties die groepen individuen verenigt in het uitoefenen van verantwoordelijkheid voor een bepaald maatschappelijk aspect (zoals vakbonden en werkgeversbonden op het gebied van arbeidsverhoudingen). In laatste instantie, als 'de maatschappij' er zelf niet meer uitkomt behoort de overheid uitkomst te bieden. Dit hangt samen met het begrip soevereiniteit in eigen kring. In de verhoudingen tussen verschillende schaalniveaus past het CDA het principe van subsidiariteit toe: de verantwoordelijkheid moet daar liggen waar die het best genomen kan worden en bij voorkeur op een zo laag mogelijk schaalniveau.
- Gerechtigheid: het principe van rechtvaardigheid, volgens welke goede daden beloond worden en slechte bestraft. Het principe houdt ook in dat iedereen in zijn waarde gelaten moet worden en het recht heeft zich te ontplooien.
- Solidariteit: het principe dat men dient te zorgen voor kwetsbaren in de samenleving. Het (Bijbelse) begrip naastenliefde ligt hieraan ten grondslag.
- Rentmeesterschap: het principe dat de mens goed voor de aarde waarop hij leeft moet zorgen. Dit komt in de praktijk neer op een goede zorg voor het milieu, maar houdt voornamelijk de plicht in de aarde in leefbare staat door te geven aan het nageslacht.

### Standpunten in de praktijk
De kernwaarden vertalen zich in de praktijk in onder meer de volgende standpunten:
- Vanuit het principe van gespreide verantwoordelijkheid is het CDA in de afgelopen twintig jaar voorstander geweest van een terugtredende overheid die meer ruimte geeft aan mensen om hun eigen verantwoordelijkheid te nemen. Hierin gaat het CDA echter minder ver dan de VVD, die het ontstane 'gat', dat de terugtredende overheid achterlaat, wil laten opvullen door de markt in plaats van door maatschappelijke organisaties. Hoewel het CDA het kapitalisme niet afwijst en de pogingen om meer marktwerking in de publieke sector in te voeren steunt, ziet het CDA de markt niet als ultieme oplossing voor problemen op het gebied van efficiency en maatschappelijke verhoudingen.
- Om een samenleving te creëren waarin mensen weten waar ze aan toe zijn en respect krijgen hecht het CDA vanuit het principe gerechtigheid veel waarde aan het herstel van normen en waarden. Het herstel van normen en waarden heeft overigens al vanaf het begin deel uitgemaakt van het gedachtegoed van de partij. De eerste CDA premier Dries van Agt sprak regelmatig over het Ethisch Reveil. Toen in 1994 een kabinet werd gevormd waarvan het CDA geen deel uitmaakte (het paarse kabinet) hebben VVD, PvdA en D66 een aantal punten kunnen realiseren die tot dat moment op ethische en religieuze gronden door het CDA waren tegengehouden.
- Hoewel het CDA een van de drijvende krachten is geweest achter de versobering van de sociale zekerheid, komt de kernwaarde solidariteit naar voren in de wens belastingen en toeslagen inkomensafhankelijk te houden. Vanuit dit principe is het CDA bijvoorbeeld tegen verdere liberalisering van de huurmarkt. Ook de aflossing van de staatsschuld in één generatie wordt vanuit het standpunt van solidariteit (tegenover toekomstige generaties) verdedigd. De vermindering van de staatsschuld is vooral in de jaren tachtig ten koste gegaan van de lagere inkomens. Daarbij is een belangrijke rol gespeeld door premier Ruud Lubbers en minister van Financiën Onno Ruding.
- Vanuit het principe rentmeesterschap wil het CDA de uitstoot van CO2 terugdringen. Vanuit dit standpunt staat het CDA niet afwijzend tegenover het opwekken van kernenergie voor de middellange termijn.[21] Vanuit het principe van rentmeesterschap is het CDA voorstander van strengere Europese regels met betrekking tot dierenwelzijn.

### Electoraat
Hoewel de aanhang van politieke partijen niet meer zo trouw stemt als vroeger en verkiezingsuitslagen behoorlijk kunnen schommelen, kent het CDA een zekere kernaanhang onder met name katholieke, hervormde en gereformeerde kiezers, al stemmen ook niet-christelijke kiezers op de partij, wat vooral in de jaren tachtig (tijdperk Lubbers) en begin eenentwintigste eeuw gebeurde. Regionaal heeft het CDA een bovengemiddeld grote aanhang in Twente, op de Veluwe, in het Westland, in het midden en oosten van Noord-Brabant en in Limburg. Geografisch gezien kent het CDA in veel plattelandsgemeenten een relatief grote aanhang.
Minder aanhang heeft het CDA in de grote steden en in Groningen en Drenthe.
De gemeente waar het CDA bij de Tweede Kamerverkiezingen van 2010 procentueel de meeste stemmen haalde, was Tubbergen (43,4%) (een verlies van 23% ten opzichte van 2006) in de provincie Overijssel. In buurgemeente Dinkelland (totaal 38,3%) had het CDA ook te maken met forse verliezen (22,4% verlies ten opzichte van 2006). In het Overijsselse dorp Daarle (gem. Hellendoorn) werd het meest op het CDA gestemd (63%). Ook in Tilligte, Lattrop en Beuningen bleef het percentage CDA stemmers traditioneel hoog. Bij de Tweede Kamerverkiezingen van 2012 werd het CDA in de gemeente Hellendoorn en Twenterand de grootste partij.

## Volksvertegenwoordiging

### Regering
Het CDA is sinds haar oprichting regeringspartij geweest in alle kabinetten, met uitzondering van de paarse kabinetten Kok I en Kok II, het kabinet-Rutte II en het kabinet-Schoof.

### Tweede Kamer
| Verkiezingsjaar | Lijsttrekker          | Kandidatenlijst | Aantal stemmen | % van de stemmers | Aantal behaalde zetels | Kabinetsdeelname           |
| --------------- | --------------------- | --------------- | -------------- | ----------------- | ---------------------- | -------------------------- |
| 1977            | Dries van Agt         | Kandidatenlijst | 2.653.416      | 31,89%            | 49 / 150               | Van Agt I                  |
| 1981            | Dries van Agt         | Kandidatenlijst | 2.677.259      | 30,81%            | 48 / 150               | Van Agt II (1981-1982)     |
| 1981            | Dries van Agt         | Kandidatenlijst | 2.677.259      | 30,81%            | 48 / 150               | Van Agt III (1982)         |
| 1982            | Dries van Agt         | Kandidatenlijst | 2.420.441      | 29,39%            | 45 / 150               | Lubbers I                  |
| 1986            | Ruud Lubbers          | Kandidatenlijst | 3.172.918      | 34,59%            | 54 / 150               | Lubbers II                 |
| 1989            | Ruud Lubbers          | Kandidatenlijst | 3.140.502      | 35,31%            | 54 / 150               | Lubbers III                |
| 1994            | Elco Brinkman         | Kandidatenlijst | 1.996.418      | 22,23%            | 34 / 150               | –                          |
| 1998            | Jaap de Hoop Scheffer | Kandidatenlijst | 1.581.053      | 18,37%            | 29 / 150               | –                          |
| 2002            | Jan Peter Balkenende  | Kandidatenlijst | 2.653.723      | 27,93%            | 43 / 150               | Balkenende I               |
| 2003            | Jan Peter Balkenende  | Kandidatenlijst | 2.763.480      | 28,62%            | 44 / 150               | Balkenende II (2003-2006)  |
| 2003            | Jan Peter Balkenende  | Kandidatenlijst | 2.763.480      | 28,62%            | 44 / 150               | Balkenende III (2006-2007) |
| 2006            | Jan Peter Balkenende  | Kandidatenlijst | 2.608.573      | 26,51%            | 41 / 150               | Balkenende IV              |
| 2010            | Jan Peter Balkenende  | Kandidatenlijst | 1.281.886      | 13,61%            | 21 / 150               | Rutte I                    |
| 2012            | Sybrand Buma          | Kandidatenlijst | 801.620        | 8,51%             | 13 / 150               | –                          |
| 2017            | Sybrand Buma          | Kandidatenlijst | 1.301.796      | 12,38%            | 19 / 150               | Rutte III                  |
| 2021            | Wopke Hoekstra        | Kandidatenlijst | 990.601        | 9,50%             | 15 / 150               | Rutte IV                   |
| 2023            | Henri Bontenbal       | Kandidatenlijst | 345.822        | 3,31%             | 5 / 150                | –                          |

### Eerste Kamer
| Verkiezingsjaar | Aantal stemmen | % van de stemmen | Aantal behaalde zetels |
| --------------- | -------------- | ---------------- | ---------------------- |
| 1977            | -              | -                | 11 / 75                |
| 1980            | -              | -                | 27 / 75                |
| 1981            | -              | -                | 28 / 75                |
| 1983            | -              | -                | 26 / 75                |
| 1986            | -              | -                | 26 / 75                |
| 1987            | -              | -                | 26 / 75                |
| 1991            | -              | -                | 27 / 75                |
| 1995            | -              | -                | 19 / 75                |
| 1999            | 40.541         | 25,73%           | 20 / 75                |
| 2003            | 46.848         | 28,98%           | 23 / 75                |
| 2007            | 43.501         | 26,67%           | 21 / 75                |
| 2011            | 24.260         | 14,61%           | 11 / 75                |
| 2015            | 25.145         | 14,87%           | 12 / 75                |
| 2019            | 19.756         | 11,41%           | 9 / 75                 |
| 2023            | 13.136         | 7,34%            | 6 / 75                 |

### Europees Parlement
| Verkiezingsjaar | Lijsttrekker      | Kandidatenlijst | Aantal stemmen | % van de stemmers | Aantal behaalde zetels |
| --------------- | ----------------- | --------------- | -------------- | ----------------- | ---------------------- |
| 1979            | Bouke Beumer      | Kandidatenlijst | 2.017.743      | 35,60%            | 10 / 25                |
| 1984            | Bouke Beumer      | Kandidatenlijst | 1.590.218      | 30,02%            | 8 / 25                 |
| 1989            | Jean Penders      | Kandidatenlijst | 1.814.107      | 34,60%            | 10 / 25                |
| 1994            | Hanja Maij-Weggen | Kandidatenlijst | 1.271.855      | 30,77%            | 10 / 31                |
| 1999            | Hanja Maij-Weggen | Kandidatenlijst | 954.898        | 26,94%            | 9 / 31                 |
| 2004            | Camiel Eurlings   | Kandidatenlijst | 1.164.431      | 24,43%            | 7 / 27                 |
| 2009            | Wim van de Camp   | Kandidatenlijst | 913.233        | 20,05%            | 5 / 25 - 5 / 26        |
| 2014            | Esther de Lange   | Kandidatenlijst | 721.766        | 15,18%            | 5 / 26                 |
| 2019            | Esther de Lange   | Kandidatenlijst | 669.555        | 12,18%            | 4 / 26 - 4 / 29        |
| 2024            | Tom Berendsen     | Kandidatenlijst | 589.205        | 9,45%             | 3 / 31                 |

### Provincies
| Provincie     | Aantal Statenzetels CDA | Aantal Gedeputeerden CDA | Commissaris van de Koning van CDA |
| ------------- | ----------------------- | ------------------------ | --------------------------------- |
| Groningen     | 2 / 43                  | 1 / 6                    | René Paas                         |
| Friesland     | 4 / 43                  | 2 / 5                    |                                   |
| Drenthe       | 3 / 43                  | 1 / 5                    |                                   |
| Overijssel    | 4 / 47                  | 2 / 6                    |                                   |
| Flevoland     | 2 / 41                  | 1 / 6                    |                                   |
| Gelderland    | 4 / 55                  | 1 / 6                    | John Berends                      |
| Utrecht       | 4 / 49                  | 1 / 4                    |                                   |
| Noord-Holland | 2 / 55                  | 0 / 6                    |                                   |
| Zuid-Holland  | 4 / 55                  | 1 / 6                    | Jaap Smit                         |
| Zeeland       | 5 / 39                  | 1 / 5                    | Hugo de Jonge                     |
| Noord-Brabant | 4 / 55                  | 2 / 7                    |                                   |
| Limburg       | 5 / 47                  | 1 / 6                    |                                   |

### Gemeenten
Ongeveer 125 burgemeesters in Nederland zijn van CDA-huize. Bekende CDA-burgemeesters zijn onder meer Hubert Bruls (Nijmegen), Lucas Bolsius (Amersfoort), Peter Heijkoop (Leiden), Pieter van Maaren (Zaltbommel), Cornelis Visser (Katwijk (Zuid-Holland)), Sybrand Buma (Leeuwarden), Rianne Donders-de Leest (Roermond) en Hans Broekhuizen (Twenterand).
Het CDA is op gemeentelijk niveau de grootste landelijke partij van Nederland. Ze levert honderden wethouders, en een groot aantal gemeenteraads- en deelgemeenteraadsleden.

### Waterschappen
Het CDA is vertegenwoordigd in 20 van de 21 waterschappen van Nederland. Sinds de waterschapsverkiezingen 2023 heeft de partij in totaal 36 van de 602 zetels, waarmee het landelijk de op vijf na grootste partij is in de waterschappen. Het waterschap Limburg is het enige waterschap waar het CDA niet aan de verkiezingen meedoet, al bestaat de partij Waterbelang Limburg wel voor een groot deel uit CDA'ers.